# Levinger & Bissinger

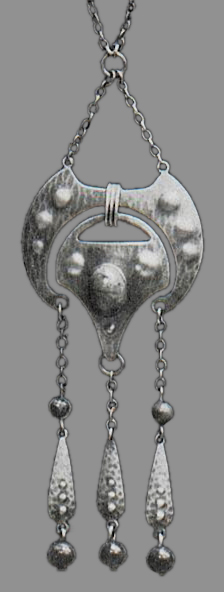
Schmuck von Levinger & Bissinger, abgebildet im Kunstgewerbeblatt von 1909.

Levinger & Bissinger, ab 1909 Heinrich Levinger, war ein Unternehmen der Schmuck- und Bijouteriefabrikation aus Pforzheim, das vor 1893 von Heinrich Levinger gegründet wurde. Das Unternehmen ist besonders für seinen Jugendstil-Schmuck bekannt.

## Geschichte
1881 wurde Heinrich Levinger erstmals im Pforzheimer Adressbuch als Bijouteriehändler geführt. 1893 betrieb er in der Stadt eine Gold- und Silberwarenfabrik, in der unter anderem Fantasie-Artikel produziert wurden. Neben dem Schmuckwarenhersteller Theodor Fahrner, zählte Levinger & Bissinger zu den bekanntesten Schmuckherstellern Pforzheims.
1899, nach dem Tod des Firmengründers, wurde das Unternehmen von Emil Levinger weitergeführt und stellte ab 1901 modernen Silberschmuck her. 1903 trat der Designer Karl Bissinger († 1920) als gleichberechtigter und künstlerischer Partner in das Unternehmen ein, das daraufhin in Levinger & Bissinger umbenannt wurde. Bissinger hatte zu diesem Zeitpunkt bereits an mehreren Schmuckwettbewerben teilgenommen und Preise gewonnen. So zum Beispiel beim F.W. Müller-Wettbewerb oder 1902 zum 25-jährigen Bestehen des Kunstgewerbe-Vereins Pforzheim den C.A. Schmitz-Jubelpreis. Nach Bissingers Eintritt in das Unternehmen wurden die Schmuckstücke zum Teil mit drei verschiedenen Punzen gekennzeichnet: einem ligierten HL, H und L oder seltener auch mit LB, dies ebenfalls ligiert.
Neben Entwürfen Karl Bissingers stellte das Unternehmen auch Schmuck nach Entwürfen des österreichischen Kunsthandwerkers Otto Prutscher  und des Pforzheimer Künstlers Georg Kleemann her. Bissinger verließ die Firma bereits nach wenigen Jahren wieder. Ab 1909 wurde sie von Emil Berthold Levinger unter dem Namen Heinrich Levinger fortgeführt. Das Unternehmen besteht heute nicht mehr.